# 大都会 PARTII
『大都会 PARTII』（だいとかいパートツー）は、1977年4月5日から1978年3月28日まで、日本テレビ系列で毎週火曜21:00 - 21:54(JST) に全52話が放送された、石原プロモーション制作の刑事ドラマ。『大都会』シリーズの第2作目に当たる。

## 概要
シリーズ前作『大都会 闘いの日々』に続き、「石原プロテレビ第二回作品」と銘打って制作された本作品は、その主要キャストの多くを前作より引き継ぐ一方、物語の舞台を捜査第4課から強行犯担当の捜査第1課へと移すとともに、石原裕次郎の役柄を新聞記者から外科医へと変更するなど、基本設定の面で前作とは趣を異としている。また、本作品から新たに松田優作がレギュラー入りしており、渡哲也演ずる黒岩とコンビを組む若手刑事役を演じた。
内容の面でも、派手な銃撃戦やカーチェイス、軽妙なユーモアなどを盛り込んだ娯楽色の強いタッチが志向され、アクション色を抑えていた前作とは一線を画す格好となった。結果、視聴率面でも前作から大幅な躍進を達成し、放送期間も当初契約の2クールから4クールへと延長された。シリーズ終盤の第49・51話では九州での地方ロケを行っており、前者では石原プロモーションと関わりの深い宝酒造島原工場内にてロケが実施されている。とはいえ、必ずしもシリーズを通してアクション一辺倒ではなく、『闘いの日々』で見られた人間ドラマ路線も継承しており、各回の筋書きもラブストーリー、当時の社会事情を反映したもの、海外作品や実際に起こった事件をヒントにしたもの、『刑事コロンボ』を彷彿させる倒叙ミステリーなど、その作風は多岐に渡っている。

## 登場人物

### 城西警察署
黒岩 頼介 -くろいわ らいすけ-（演　渡哲也）
捜査課部長刑事。巡査部長。柔道5段、空手3段、逮捕術1級。捜査現場においては事実上のリーダーを務める。
群馬県長野原高校卒。長野県にあった印刷工場の長男で、少年時代は医師を志し、国立医大進学へ向けて勉学に勤しむ日々を送っていた。ところが、受験を目前にして父親が莫大な負債を残したまま死亡し、病弱だった母親も後を追うように世を去った。進学の道を絶たれた彼は高校卒業後、まだ小学生だった恵子を連れて上京。恵子を養うために様々な職に就くがどれも長続きせず、一時はグレてチンピラ同然の生活を送ることになる。そんな折、街でケンカ騒ぎを起こし顔に大怪我を追い、担ぎ込まれた先が渋谷病院だった（その際、彼は降り頻る雨の中で足が悪い犬を舐めるようにかわいがっていたという）。宗方に諭された彼は心機一転、警察官採用試験を受け合格。その間に恵子を高校に通わせ、刑事として歩むべき道を黙々と進んできた。
平時は寡黙を装いつつ根はやや直情的な性格であり、部下に叱責を加えたことがきっかけで事態をより悪化させてしまうなどのミスもしばしば垣間見せるなど、部長刑事としてはまだ未熟な面も見せる。一方で、上層部の理不尽な命令や要求には真っ向から反発する気骨と、徳吉のペースすら物ともしないほどのユーモアセンスも併せ持ち、個性派揃いの刑事たちからも厚い信頼を得ている。上京直後はプロボクサーを目指していた時期もあり、格闘術にも長けている。
血液型はAII型Bと呼ばれるやや特殊なAB型。煙草はセブンスター。愛称は「クロさん」「デカ長」。
徳吉 功 -とくよし いさお-（演　松田優作）
捜査課刑事。大卒のインテリだが、そのような雰囲気はほとんど見せない。
マイペースの極北ともいえる性格で、給料日を除いて遅刻の常習者。さらに上司に対する敬意や忠誠心といった概念は全く持ち合わせておらず、歴代捜査課長には常に歯向い、状況も弁えずに冗談めいたセリフばかり吐いている。
とはいえ、一度捜査に当たれば黒岩の片腕として抜群の働きを見せており、黒岩が刑事として最も信頼する部下のひとりである。一方で粗暴な性格から、被疑者から逆恨みを買ってしまうことも多い。また感情的になりやすい面があり、熱くなると黒岩の忠告に対しても反抗して独断で捜査や追跡を進めようとしてしまう。黒岩とは上司と部下であると同時に、相棒や親友にも似た不思議な関係が構築されている。
山口百恵の熱狂的ファンであり、自宅アパートの壁にはポスターを大量に貼っている。また意外にもクラシック音楽に造詣が深く、輪廻思想の信者を自称。
コミカルな二枚目半でもあり、犯人の名前を間違えて（例-金森[かなもり]=(キンモリ)、常山[つねやま]=(とこやま)といった具合）神から突っ込まれたり、弁慶を「義経」と呼び間違えたりすることもある。かなりの悪筆で誤字脱字が多いことから、執筆した文章は酷い出来栄えの物ばかりであり、黒岩や吉岡たちから酷評されている。煙草はロングピースとハイライト。風俗通いが趣味らしく、劇中で「川崎（堀之内風俗街）にでも行くかな」などと口走る場面が多い。愛称は「トク」。
ネーミングは、競馬騎手の徳吉一己に由来している。
丸山 米三 -まるやま よねぞう-（演　高品格）
捜査課刑事。現場叩き上げの大ベテランで、長年の経験で培われた勘の鋭さは捜査課随一。戦時中は北支の二等兵として出征しており、モールス信号の解読に長けている。煙草はチェリー。一女あり。愛称は「マルさん」。
大内 正 -おおうち ただし-（演　小野武彦）
捜査課刑事。実直な性格だが、ひそかに昇任試験の勉強をしていたり、捜査課長や警視庁本部の顔色を窺うなど、上手く立ち回ろうとする一面もあり、徳吉から「如才屋さん」などと陰口を叩かれている。愛称は「坊さん」「坊主」。極度の高所恐怖症である（第3話より）。
平原 春夫 -ひらはら はるお-（演　粟津號）
捜査課刑事。秋田県出身で、郷里に母親がいる。秋田訛りが特徴で大食漢の上にドジばかり踏んでいるが、憎めない性格からか黒岩や徳吉とは妙にウマが合う雰囲気を見せた。愛称は「ヒラ」。第13話にて拳銃を奪われ、それを取り戻そうと丸腰のまま奔走するも、犯人から標的となった人物を庇う形で撃たれ、搬送先の渋谷病院で息を引き取る。死の直後、4度目となる巡査部長への昇進試験を受けながらも、結果は不合格であったことが語られている。
- 粟津の降板は、石原プロモーションによる半ば強制的なものであったらしく、後に自身の著書『俳優がゆく』にて当時の状況を詳細に綴っている。

上条 巌 -かみじょう がん-（演　峰竜太）
捜査課刑事。俊足を生かして被疑者を追い詰める新人刑事。ナイーブながら粘り強い性格で、徳吉が不在、または出番が少ない第13・14・19話では、黒岩とコンビを組んで活躍した。煙草は峰。愛称は「サル」。大型自動二輪免許を所持(47話)。企画段階では神田正輝が演じる予定で、愛称は「ガン」または「ガンさん」だった。
神 総太郎 -じん そうたろう-（演　神田正輝）
捜査課刑事。殉職した平原に代わり第14話から登場。犯罪心理学に通じた頭脳派で、理屈っぽく融通の利かない面がある。その一方心霊などの超常現象に弱い。初登場時は事件現場には不慣れだったようで、銃を向けながら犯人に逃げられる失態を見せた。(武井とは前任の城北署時代からの旧知で、城西署への転任も武井が自らの政治力を強めるために行った政略人事だった模様)　その後、回を追う毎に黒岩たちと次第に打ち解け性格も軟化。特に物語終盤では徳吉とコンビを組む場面が増え、コミカルな一面も見せている。愛用する洋モクの銘柄は「アントニオとクレオパトラ」。愛称は「ジン」。黒岩や徳吉と同様にサングラスを使用する。
宮本 兵助 -みやもと ひょうすけ-（演　苅谷俊介）
捜査課刑事。神と同じく第14話から登場。7年間交番勤務を続け、念願の捜査課配属となった。九州出身で、怪力が自慢の自称「弁慶」。犯人相手には「俺は城西署の弁慶じゃ!!」と啖呵を切るが、隙が出来て反撃を受けることが度々あり、力の割に格闘能力はもう一つ。強烈な形相に似合わず公衆道徳を重んじ、下着は褌（T字帯）を愛用している。AB型。
吉岡 務 -よしおか つとむ-（演　小池朝雄）
捜査課長。黒岩たちに日頃から憎まれ口をたたいており、イヤミな上司と思われている。しかし自らも刑事出身で、捜査現場で活躍する黒岩に対して内心コンプレックスや嫉妬心を感じていた。第10話にて、相談を持ちかけられたことを機に眠っていた刑事の魂が呼び起こされ、新人の上条だけを連れて黒岩たちに隠れて薬物密売事件を追うが、それが裏目に出た結果殉職という事態に至る。重度の水虫持ちであり、デスクで薬を塗る姿を徳吉に茶化されることが多かった。昼はデスクで妻の手作り弁当を一人で食べており、第10話では当人も登場しているが、他に家族はいなかった模様。
武井 勉 -たけい つとむ-（演　小山田宗徳）
捜査課長。殉職した吉岡の後任として第11話より登場。出世志向は強いが気弱な性格で、重大事件が発生すると何かと弱音を吐き、その都度徳吉に皮肉られているが、警察官として良識ある言動も多い。捜査現場は黒岩に任せており、自身は逆探知や取り調べなど署内での活動補佐に徹している。第31話にて実質的な左遷を言い渡され、黒岩たちに感謝の言葉を残して城西警察署を去った。胃薬を常用。葉巻（ミニシガー）を愛飲。「酒は飲めない」と言いつつ歓迎会で管を巻いており、賑やかな新任課長歓迎会がいつしか説教会に様変わりしたほど、かなりの酒豪で酒癖も悪い様子である。
山本 清理 -やまもと きよさと-（演　滝田裕介）
捜査課長。武井に代わり第32話より登場。スマートかつ紳士的な人物で、自ら現場に赴くことも多い。前任の城北署時代は数多くの事件を解決したことから、丸山曰く「かなりのやり手」。普段は「アットホームな職場環境」を謳い、被害者の心情を気遣ったり、黒岩たち刑事の身の上を心配する（前述の着任回では、拉致されたがために顔合わせすらしていない黒岩を助けるべく、犯人グループとの取引に応じる）など誠実にふるまっているが、非常時には冷酷な判断をくだしたり、捜査方針を巡って黒岩らに当たり散らすなどしており、性格上の裏表が激しい一面を度々見せた。また武井と同様に、徳吉から皮肉られる様もしばしば見られた。パイプ煙草を愛飲。
友田 育子 -ともだ いくこ-（演　杣山久美）
捜査課事務員。第7話までの登場。刑事部屋では机が近い上条と談笑している場面が多い。
千田 幸子 -せんだ さちこ-（演　美田麻紗子）
捜査課事務員。第9話より登場。使命感と責任感が強い娘。事務仕事のみならず、黒岩らの実捜査に協力したことも数回ある。愛称は「さっちゃん」。第10話では上条に気がある節を見せる。
深町 行男 -ふかまち ゆきお-（演　佐藤慶）
城西警察署次長。第1,2,19話に登場。第2話では吉岡を介さず黒岩に直接の捜査指示を下すなど、彼を刑事として大きく信頼しているが、一方で徹底した権威主義者でもあり、第19話では警察の体面維持のために自らの生命をも危険に晒そうとした。

### 渋谷病院
城西署と嘱託契約を結んでいる小さな救急指定病院。事件関係者の治療に携わる立場上、彼らの命を狙う刺客からの襲撃を受けることも多い。撮影には当時実際に開業していた同名病院の建物が使用されており、後の『西部警察』や『ゴリラ・警視庁捜査第8班』などにも登場した。
宗方 悟郎 -むなかた ごろう-（演　石原裕次郎）
外科医。自称渋谷病院の看板医者で、四六時中ウイスキーやブランデーを呷っているが、医者としての腕は確かである。
元々は有名私立大付属病院の学究であったが、ある時ふと思うことがあり、小さな私立病院に新天地を求めた変わり者。患者がヤクザといえど凶悪犯といえど分け隔てしない主義で、その姿勢から時折黒岩たちと対立することもある。医者という繊細な職業にはおよそ似つかわしくない豪放な性格で、チンピラ数人程度なら簡単に伸してしまうほどの腕っぷしも持つ。また心理学や精神医学の知識も持ち、さりげなくプロファイリングした犯人像を黒岩に伝えることも多い。設定上では結婚歴があるが、妻とは5年前に死別したとされている。
企画段階での役名は前作と同じ滝川龍太であり、愛称も「バク」であった。
梶山 保- かじやま たもつ-（演　玉川伊佐男）
渋谷病院院長。第1,9,25,28,42話に登場。赤字だらけの病院経営に四苦八苦している。警察医の看板を掲げながらも、城西警察署からの困難な要請には手を焼いており、宗方の行動に文句を付けたり、時には城西署に対して嘱託契約の解除をちらつかせることもある。その実、陰では宗方の腕を信頼しており、彼の医師としての技量を最も理解している人物。
吉野 今日子 -よしの きょうこ-（演　丘みつ子）
渋谷病院に新しく勤務したばかりの看護婦。大学病院時代、組合の先頭に立って勤務をボイコットし、結果患者を死なせてしまった過去がある。当初は黒岩の強引な捜査方法を批判するなど嫌悪感を抱いていたが、いつしか理解を示し、やがて彼に想いを寄せるようになる。物語後半では黒岩とデートをするシーンもたびたび登場し、捜査課の刑事にもその仲を知られるようになった。
企画段階では丘みつ子以外に、梶芽衣子、松坂慶子にも出演交渉が打診されていた。
佐伯 たつ -さえき たつ-（演　今井和子）
渋谷病院看護婦長。梶山の参謀的な存在。初期数話のみ登場。
企画段階では初井言榮が演じる予定だった。
三田 典子 -みた のりこ-（演　舛田紀子）
渋谷病院の新米看護婦。愛くるしい表情と人懐っこい性格から、何かと黒岩たちにいじられる。愛称は「チビ」「ノンちゃん」。第43話まで登場。
加山 洋子 -かやま ようこ-（演　美田麻紗子）
渋谷病院看護婦。初期数話のみ登場。
三枝 浩 -さえぐさ ひろし-（演　森正親）
渋谷病院外科医で宗方の助手。演者の森正親は番組の演技事務スタッフも兼ねており、第48話では道子の代わりに松ヶ枝で接客する青年役として出演している。
企画段階では峰竜太が演じる予定だった。

### その他
黒岩 恵子 -くろいわ けいこ-（演　仁科明子）
黒岩の妹。都内のブティックでファッションデザイナーを務める。30を過ぎて未だに身を固めない兄に気を揉んでいる。早坂（演：関川慎二）という男性と交際しているが、彼には兄の職業を建築士と偽っている。本作品では設定変更に伴い、前作『闘いの日々』で描かれた暗い過去はオミットされている。
- 『闘いの日々』では全編にわたってレギュラーとして出演していたのに対し、本作品では第1 - 8話、19話までの登場に留まっているが、これは演者の仁科が松方弘樹との不倫騒動により、本作品の撮影中に芸能活動を休止したことによるものである。とはいえ仁科の降板後も、オープニング映像に本人のカットは残されており、作中でも徳吉の台詞の中でその存在について言及されたこともある。

久松 みどり -ひさまつ みどり-（演　佐藤オリエ）
刑事たち行き付けの小料理屋「松ヶ枝」の女将。宗方を贔屓している様子。第7話まで登場。
佐川 道子 -さがわ みちこ-（演　白川望美）
「松ヶ枝」手伝い。愛称はみっちゃん。徳吉から何かと色目を掛けられているが、本人は特にその気はない模様。みどりが登場しなくなって以降は、単身で松ヶ枝を切り盛りしていた。
川島 功 -かわしま いさお-（演　武藤章生）
城西署記者クラブ詰めの毎朝新聞記者。強かな性格で、特ダネを物にするためには協定違反さえ平然と行う。至極酒癖が悪い。愛称は「カワさん」。
新井 −あらい−（演　山根久幸）
城西署記者クラブ詰めのタイムス記者。第8話では張り込みをしていた徳吉に犯人に間違われて殴られてしまう。

## 放送日程
| 放送回 | 放送日         | サブタイトル           | 脚本              | 監督       | ゲスト | 視聴率 |
| ------ | -------------- | ---------------------- | ----------------- | ---------- | --- | ------ |
| 1      | 1977年04月05日 | 追撃                   | 永原秀一          | 舛田利雄   | 永島暎子、剛達人、原田雅子、日野道夫、五條博、庄司三郎、水木京一、清水国雄、北上忠行、三橋渡、鶴岡修、磯野博、横田楊子、川口良、田代みどり、茂野文代                                                           | 17.6%  |
| 2      | 4月12日        | 幻の総監賞             | 佐治乾            | 舛田利雄   | 峰岸徹、范文雀、吉田豊明、桂たまき、浜口竜哉、八代康二、麿のぼる、あきじゅん、飯田紅子、千葉素子 | 13.2%  |
| 3      | 4月19日        | 白昼の狂騒             | 永原秀一          | 村川透     | 伊佐山ひろ子、三上寛、永野明彦、阿木五郎、結城マミ、戸川暁子、富山一徳 | 15.2%  |
| 4      | 4月26日        | 警官嫌い               | 永原秀一          | 舛田利雄   | 林ゆたか、八並映子、溝口拳、内沢多賀志、氷室浩二、島村謙次、林孝一、影山英俊、高山千草、市村小夜子 | 14.7%  |
| 5      | 5月03日        | 明日のジョー           | 斎藤憐            | 村川透     | 水谷豊（特別出演）、片桐竜次、大辻慎吾、五条英二、夏海千佳子、団巌、山岡甲、加藤土代子、近江大介、田川勝雄、大前田武、小見山玉樹、森下明、大宮幸悦、磯野博、佐藤了一、岩井こづえ、田中真由美、田中加奈子       | 18.6%  |
| 6      | 5月10日        | 傷だらけの逃走         | 石松愛弘          | 舛田利雄   | 四方正美、磯村健治、弘松三郎、吉原正浩、久遠利三、田畑善彦、沢美鶴、阿藤海、三縄智、青木富夫、遠藤浩、新井一夫、石橋わたる、十時じゅん、市川千恵子、金子勝美、田代みどり、和泉喜和子、小坂生男、西内彰、永井正 | 13.9%  |
| 7      | 5月17日        | ダイヤモンドは死の匂い | 佐治乾 大原清秀   | 村川透     | 杉本美樹、草野大悟、中山麻里、伊藤豪、福岡正剛、岸本功、磯野博、岸野一彦、池田勝、戸塚孝、永野明彦、高橋雅男、那須真二、タリヤ・マルカーン、城海峯、西沢多賀志、馬場正昭、大塚晴彦                             | 15.1%  |
| 8      | 5月24日        | 眼には眼を             | 神波史男 松下幹夫 | 村川透     | 岡崎二朗、勝部演之、岡野三穂、林春枝、加地健太郎、相原巨典、近松敏夫、三堀優、笠松巧明、鈴木卓弘、松浪志保、茂野文代、田中加代子、東陽子、加藤敏和、龍島博之、花城隆                                           | 17.6%  |
| 9      | 5月31日        | おとり                 | 金子成人          | 澤田幸弘   | 綿引洪、黒部進、清水国雄、近江大介、森下明、西内彰、藤田康之、沢柳迪子、麿のぼる、山岸えみ子 | 16.7%  |
| 10     | 6月07日        | 刑事のいのち           | 永原秀一          | 澤田幸弘   | 三谷昇、八名信夫、小園蓉子、沢美鶴、庄司三郎、大西芳雄、泉よし子、章文栄、言間季里子、梨沙ゆり、上田多恵子 | 17.9%  |
| 11     | 6月14日        | 対決                   | 永原秀一          | 村川透     | 志賀勝、近藤宏、賀川雪絵、町田幸夫、赤穂善計、加川三起、高沢聖子、谷口永伍、高橋雅男、小見山玉樹 | 16.5%  |
| 12     | 6月21日        | 人質射殺7.PM           | 峯尾基三          | 村川透     | 河原崎次郎、片桐竜次、笹木俊志、鈴木弘子、田中加代子、原矢良一、吉田照義、賀川修嗣、吉田正一、永野明彦、水流良昭                                                                                               | 20.0%  |
| 13     | 6月28日        | 俺の拳銃               | 峯尾基三          | 舛田利雄   | 梅野泰靖、佐藤京一、伊藤豪、佐藤明美、福原秀雄、中島元、関悦子、永谷吾一、松島真一、多田幸雄、加山麗子、花野原香子、千原みゆき                                                                                 | 16.1%  |
| 14     | 7月05日        | 切れたザイル           | 永原秀一          | 舛田利雄   | 早川雄三、永島暎子、片岡五郎、榎木兵衛、瀬良明、高橋義治、内田宏、和甲拓、近藤晴美 | 17.3%  |
| 15     | 7月12日        | 炎の土曜日             | 佐治乾 大原清秀   | 村川透     | 鮎川賢、柴田恭兵、中島葵、長谷川弘、稲川善一、加地健太郎、清水国雄、氷室浩二、佐藤了一、里木佐甫良、溝口順子、伊原昭子、戸塚孝、永野明彦、石川弦志                                                             | 12.8%  |
| 16     | 7月19日        | 兇悪犯脱獄             | 斎藤憐            | 村川透     | 清水まゆみ、赤穂善計、賀川修嗣、新井一夫、和泉喜和子、西内彰、金子勝美、沢柳迪子、松尾悟 | 14.0%  |
| 17     | 7月26日        | トラック大爆走         | 山本英明          | 舛田利雄   | 田辺節子、伊沢一郎、桑原大輔、大辻真吾、山岡甲、戸川暁子、西朱実、岩沢こづえ、浅見政子、中平哲仟、水橋和夫、鈴木洋次、葉隠柳、井内潔重、磯野博、小沢裕子                                                       | 16.1%  |
| 18     | 8月02日        | 暁の兇弾               | 永原秀一          | 舛田利雄   | 渥美國泰、山西道広、清水宏、檀喧太、野瀬哲男、谷川みゆき、高屋礼子、松浪志保、山田禅二、千葉聡、桜山則夫、赤石和香、金子勝美、松島二美                                                                         | 11.8%  |
| 19     | 8月09日        | 別件逮捕               | 斎藤憐            | 蔵原惟繕   | 斎藤晴彦、永島暎子、関川昇、山根久幸、伍大守、佐藤了一、町田幸夫、三石博貴、千葉素子、黒田純子、伊藤和津枝、土屋伊久代                                                                                         | 14.6%  |
| 20     | 8月16日        | 狙われる               | 山本英明          | 蔵原惟繕   | 小野進也、片桐夕子、大林丈史、岡尚美、和久井節緒、伊藤高、庄司三郎、八代康二、谷口永吾、花原照子、相沢治夫、山本武、十時じゅん、酒井郷博、猪飼極                                                               | 13.8%  |
| 21     | 8月23日        | 非常線突破             | 峯尾基三          | 村川透     | 中島ゆたか、蜷川幸雄、潮建志、石山雄大、藤山浩二、秋ひとみ、日吉としやす、青木茂、千波和之、南裕輔、別所立木、佐々木功、田辺裕、氷室浩二                                                                       | 17.2%  |
| 22     | 8月30日        | 最後の戦場             | 柏原寛司          | 村川透     | 根上淳、伊佐山ひろ子、笹木俊志、石川敏、小寺大介、池田勝、林孝一 | 19.8%  |
| 23     | 9月06日        | 護送                   | 金子成人          | 村川透     | 志賀勝、志摩みずえ、弘松三郎、宇南山宏、沢美鶴、晴海勇三、田畑善彦、矢島直美、宮田光、外野村晋、山中康司、志賀圭二郎、田中加奈子、村川透（カメオ出演）                                                         | 11.9%  |
| 24     | 9月13日        | 刑事無情               | 佐治乾            | 舛田利雄   | 藤巻潤、三条泰子、内田勝正、山本清、結城マミ、阿部希郎、下之坊正道、飯田紅子、鈴木洋次、森下明、永野明彦、三縄智、細沼茂、仲河健司、檀喧太、三瓶英五、トーマツ・グッド、レナタ・ヘロルド                       | 14.6%  |
| 25     | 9月20日        | 恐怖の診断             | 永原秀一          | 舛田利雄   | 亀石征一郎、松平純子、宮口二郎、広瀬昌助、杜沢泰文、兼松隆、沢柳迪子、種根まい子、若松和子、内沢多賀志、成川光由、都坂信二                                                                                     | 16.8%  |
| 26     | 9月27日        | Gメン抹殺指令          | 永原秀一          | 長谷部安春 | 高城丈二、西尾三枝子、田中浩、岡本麗、八名信夫、石山雄大、片岡五郎、杉義一、千波和之、堀礼文、松浪志保、豊田艶子                                                                                               | 20.0%  |
| 27     | 10月04日       | 爆破予告               | 峯尾基三          | 長谷部安春 | 小林稔侍、本田博太郎、伊藤豪、里木佐甫良、伊藤弘一、宮田光、岸本功、荒瀬賞樹、井上由実子、門間勝美、石川弦志                                                                                                   | 17.4%  |
| 28     | 10月11日       | 狙撃                   | 金子成人          | 小澤啓一   | 殿山泰司、横森久、夏海千佳子、中庸介、五條博、中平哲仟、北上忠行、庄司三郎、稲川善一、篠原大介、泉よし子 | 19.1%  |
| 29     | 10月18日       | 17番ホールの標的       | 柏原寛司          | 小澤啓一   | 土屋嘉男、井上茂、外野村晋、大山豊、山本武，相原巨典、大木史朗、斎藤英雄、井上由美子、千葉素子 | 19.3%  |
| 30     | 10月25日       | 日没までの命           | 斎藤憐            | 澤田幸弘   | 大木正司、田中浩、壇喧太、三縄智、谷口永伍、戸塚孝、花城隆、西内彰、赤石和香、木村小夜子、土屋伊久代 | 20.9%  |
| 31     | 11月01日       | 殺人計画No.4           | 山本英明          | 澤田幸弘   | 蟹江敬三、夏圭子、田中加奈子、福原秀雄、近江大介、大矢兼臣、金子勝美、高杉哲平、竹内靖、宇乃壬麻、麻ミナ、玉手良一、松永俊行、角谷三佐子                                                                       | 19.7%  |
| 32     | 11月08日       | 刑事黒岩の命           | 山田正弘          | 山崎大助   | 曽根晴美、堀田真三、田中筆子、宇南山宏、中平哲仟、杉浦光郎、新井一夫、入江正徳、山根久幸、小島光貴、石川弦志、三橋渡、早川五郎、猪野剛太郎、千葉聡                                                             | 19.8%  |
| 33     | 11月15日       | 刑事失格               | 永原秀一          | 山崎大助   | 片桐竜次、片山由美子、野瀬哲男、守屋俊志、中島元、関口久美子、山口三恵子、石川敏、大宮幸悦 | 13.9%  |
| 34     | 11月22日       | 野獣を撃て             | 峯尾基三          | 澤田幸弘   | 小池雄介、根岸一正、山口美也子、大屋光子、沢美鶴、鶴岡修、賀川修嗣、秋ひとみ、松田真理、北島京子、柚木悦子、岩沢こづ江、二木草之助、勝田久、岡田勝、大平王美                                                   | 18.6%  |
| 35     | 11月29日       | 危機迫る賭け           | 山本英明          | 澤田幸弘   | 林ゆたか、福本清三、沢田情児、清水理絵、五十嵐美鈴、永野明彦、花城隆、入江正徳、氷室浩二、井内潔重、小坂生男、小林清志（カメオ出演）                                                                           | 16.8%  |
| 36     | 12月06日       | 挑戦                   | 金子成人          | 村川透     | 柴田恭兵、黒部進、堀礼文、山岡甲、晴海勇三、庄司三郎、小池幸次、篠田薫、小坂生男、永野明彦、大宮幸悦、森岡隆見、松井恭子                                                                                       | 19.3%  |
| 37     | 12月13日       | 銀行ギャング徳吉       | 柏原寛司          | 村川透     | 平泉征、三上寛、石堂洋子、山下勝也、吉川清一、香椎くに子、三橋渡、大山豊、村上幹夫、大矢兼臣、小坂生男、吉宮慎一                                                                                               | 19.1%  |
| 38     | 12月20日       | 凶器が走る             | 大原清秀          | 長谷部安春 | 石山雄大、市村博、八城夏子、田中筆子、植村悦子、町田幸夫、刀原章光、門間勝美、宮寺康夫、中島早苗、佐藤恵子 | 17.3%  |
| 39     | 12月27日       | グッドバイ1977         | 斎藤憐            | 村川透     | 佐原健二、鳥巣哲生、長谷川弘、寄山弘、橋本菊子、相原巨典、山根久幸、小寺大介、小坂生男、飯田テル子、山口三恵子、高沢聖子、柚木悦子、種村まり子、村川透（カメオ出演）                                           | 19.7%  |
| 40     | 1978年01月03日 | 午前零時の脱獄         | 永原秀一          | 長谷部安春 | 范文雀、成瀬正、入江正徳、小見山玉樹、伊藤弘一、松島真一 | 17.5%  |
| 41     | 1月10日        | 野良犬の恋歌           | 佐治乾            | 村川透     | 風吹ジュン、田島義文、大月ウルフ、ウイリー・ドーシー、佐々木功、エンベル・アルテンバイ、三島新太郎、沢美鶴、猪野剛太郎、側見民雄、戸塚孝、大宮幸悦、新井一夫、井内潔重、佐藤勝洋                               | 19.6%  |
| 42     | 1月17日        | 赤い命を奪還せよ       | 山本英明          | 澤田幸弘   | 片岡五郎、大村文武、たこ八郎、清水国雄、ホーリー・アンダーソン、キャッシー・ウェルトン、岸本功、大矢甫、船水俊宏、中川明、渡辺巌、山中康司、西沢武夫                                                           | 19.2%  |
| 43     | 1月24日        | 城西署爆破計画         | 小野竜之助        | 澤田幸弘   | 梅津栄、根岸一正、杉山とく子、草薙良一、庄司三郎、福原秀雄、日笠潤一、田中忠義、久保田鉄男、多田幸雄、永井正、畑勝之、小杉容子                                                                                 | 23.7%  |
| 44     | 1月31日        | 殺人捜査               | 金子成人          | 村川透     | 長谷川明男、榊ひろみ、岡本ひろみ、原ひさ子、杉義一、北山年三、関悦子、服部慶子、佐藤了一、小池修一、吉田照義、石川敏、高橋圭子、十時じゅん、大久保正史、相沢治夫、石島房太郎、石川弦志、板倉君枝               | 22.8%  |
| 45     | 2月07日        | 白昼の市街戦           | 柏原寛司          | 村川透     | 宍戸錠、伊達三郎、榎木兵衛、阿藤海、赤穂善計、氷室浩二、村上幹夫、中平哲仟、溝口拳、谷口永伍、湯川勉、小坂生男、猪野剛太郎、西内彰、花城隆、荻原紀、永野明彦                                                   | 20.3%  |
| 46     | 2月14日        | 霊感聖少女             | 佐治乾            | 小澤啓一   | 小林稔侍、中村七枝子、宇南山宏、山岡甲、福岡正剛、大浜詩郎、矢口亜矢、酒井郷博、里木佐甫良、三重街恒二、小寺大介、種村尚子、荻原紀、岡田勝、松尾悟                                                             | 21.5%  |
| 47     | 2月21日        | 黒いライセンス         | 峯尾基三          | 村川透     | 矢吹二朗、晴海勇三、村上幹夫、入江正徳、篠田薫、笠井心、池内優子、永野明彦、氷室浩二、清水国雄、和田芳則、花城隆、北上忠行、石川弦志、榊原辰巳                                                                 | 20.7%  |
| 48     | 2月28日        | 狙われた刑事           | 山田正弘          | 村川透     | 大村文武、中島葵、野呂圭介、弘松三郎、大東梁佶、仙波和之、賀川修嗣、原純子、土屋伊久代 | 24.7%  |
| 49     | 3月07日        | 逃亡の果て             | 金子成人          | 長谷部安春 | 林ゆたか、貴田和子、蟹江敬三、檀喧太、潮建志、滝沢双、亀山靖博、林孝一、照内敏晴、斉藤英雄、浦野英一、あべやすみ、若松みどり                                                                                   | 20.2%  |
| 50     | 3月14日        | 射殺命令               | 佐治乾 熊谷禄朗   | 渡辺拓也   | 地井武男、青木卓、睦五郎、片岡五郎、小見山玉樹、草薙良一、篠田薫、幸早苗、五十嵐美鈴、カレン・リンドバーグ、ジェリー・ククルスキー、益田愛子、和泉喜和子                                                       | 23.1%  |
| 51     | 3月21日        | 北九州コネクション     | 永原秀一          | 長谷部安春 | 川地民夫、今井健二、八名信夫、中田博久、片桐竜次、相原巨典、外野村晋、和田瑞穂、十時じゅん | 21.8%  |
| 52     | 3月28日        | 追跡180キロ            | 金子成人          | 岩崎純     | 風間健、カルーセル麻紀、野瀬哲男、金子勝美、佐々木功、白川孝一、三橋渡、荒瀬賞樹、小能直樹、杉山順子、中川明、太刀隆三、小林清志                                                                               | 22.3%  |

## スタッフ
- 制作 - 石原裕次郎
- 企画 - 岡田晋吉（第1 - 35話）、加藤教夫（第36 - 52話）（日本テレビ）、小林正彦
- プロデューサー - 山口剛（日本テレビ）、石野憲助
- 撮影 - 仙元誠三、山崎善弘、金宇満司（J.S.C）
- 照明 - 椎葉昇、渡辺三雄
- 録音 - 佐藤泰博、金子義男、塩原政勝
- 美術 - 小林正義
- 整音 - 神保小四郎、橋本文雄、高橋三郎
- 編集 - 渡辺士郎
- 助監督 - 岩崎純、山下稔、渡辺拓也、天間敏広、吉田啓一郎
- 記録 - 杉山昌子、内田絢子、鈴賀慶子
- 演技事務 - 小島克己
- 制作担当 - 江島進、竹山昌利、石川好弘
- プロデューサー補 - 高山正彦
- 空中撮影 - 森喜弘 ※第3話のみ
- 音楽 - GAME（FUN CITY）、淡海悟郎とミクロコスモスII
- 選曲 - 鈴木清司
- 音楽ディレクター - 山口光昭（ポリドール）
- 音楽協力・サントラ盤 - ポリドール
- 音響効果 - 小島良雄（日活効果）
- 番組宣伝 - 山口晋（日本テレビ）
- 題字 - 賀茂牛道人
- 衣裳 - 第一衣裳
- 衣装協力 - オンワード
- 小道具 - 高津映画装飾
- 現像 - 東洋現像所
- 録音スタジオ - 日活録音スタジオ
- 撮影協力 - 大丸百貨店[8]、インテリア井門、富士工、日本シーメンス、フクダ電子
- 医事指導 - 斉藤喜好
- 技斗 - 高倉英二（グループ十二騎会）
- カーアクション - 三石千尋とマイク・スタントマンチーム
- 制作 - 石原プロモーション

## 音楽
劇伴は当初、深町栄をリーダーとするGAMEによる楽曲が使用されていたが、第18話頃よりミクロコスモスIIによる追加録音楽曲も使用された（クレジットは第24話以降）。いずれもコンボ編成だが、追加楽曲は楽器のバリエーションが増え、GAMEの楽曲よりも豪華さが増した音作りとなっている。
サウンドトラック盤は、放送当時にポリドールよりLP盤が2枚リリースされており、収録内容はVol.1がGAME作曲の楽曲、Vol.2はミクロコスモスIIによる追加録音楽曲を中心としている。これらのサントラ盤は1992年にCD化され、2017年3月29日にもユニバーサルミュージックが展開していた「サントラ1000」キャンペーンの一環として再リリースされている。また1995年には、これらサントラ盤に未収録の楽曲を集めた「大都会PARTII ミュージックファイル」も、バップよりリリースされた。

### スタッフ (音楽)
GAME
キーボード:深町栄
ベース:小室邦男
ドラム:成田昭彦
ギター:伊勢田真資、林廉吉
トランペット:ジェイク・H・コンセプション
ミクロコスモスII
キーボード:淡海悟郎
フルート:馬渕一
ベース:浦上俊彦
パーカッション:川瀬正人
ヴァイオリン:篠崎正嗣
エレキギター:鈴木喜三郎
アコースティックギター:高島政晴
マリンバ:細谷一郎
グラスハープ:ウィーピング・ハープ・セノオ（妹尾隆一郎）
ヴォーカル:関有子

### テーマ・挿入曲
- メインテーマ『大都会 PARTIIテーマ』
  - 作曲 - 杉本真人 / 編曲 - 江夏健二、GAME
- 挿入曲『追跡』
  - 作曲 - あかのたちお / 編曲 - 江夏健二、GAME

### 挿入歌
- 『ひとり』
作詞 - 水木かおる / 作曲 - 遠藤実 / 唄 - 渡哲也

第3話より使用。当初は特に場面を問わず流れていたが、やがて事件解決直後の黒岩を描くエンディングのBGMとして定着する。テレビ用音源は2テイクが使用されたが、いずれもレコード版とはアレンジが全く異なる独自音源となっている。

## ノミネーション
- 1977年度文化庁芸術祭 テレビ部門参加（第3話「白昼の狂騒」）

## ノベライゼーション
- 原作 - 大都会脚本グループ
- 編著 - 新樹瞳志
- 編・発行元 - 日本テレビ放送網
- 発売元 - 読売新聞社

| 書名     | 収録タイトル | 発行日           |
| -------- | --- | ---------------- |
| 大都会I  | 闘いの日々 / 幻の総鑑賞 / 警官嫌い / 白昼の狂騒 / 刑事のいのち / 対決 / 人質射殺・7PM / 俺の拳銃 / 切れたザイル  | 昭和52年7月7日   |
| 大都会II | 協力者の命 / 狙われる / 刑事無情 / 恐怖の診断 / 刑事黒岩の命 / 刑事失格 / 挑戦 / 銀行ギャング徳吉 / 野良犬の恋歌 | 昭和52年12月24日 |

## 放送局
以下、特記のない限りいずれも放送時間は火曜 21:00 - 21:54、同時ネット。
- 日本テレビ（制作局）
- 札幌テレビ[11]
- 青森放送[12]
- 秋田放送[12]
- 山形放送[13]
- ミヤギテレビ[14]
- 新潟総合テレビ：日曜 16:15 - 17:09[15]
- 北日本放送[16]
- 福井放送[16]
- 信越放送：日曜 23:45 - 翌0:39[17]
- 山梨放送[18]
- 静岡放送：土曜 23:15 - 翌0:09[18]
- 中京テレビ[19]
- よみうりテレビ[20]
- 日本海テレビ[21]
- 西日本放送[22]
- 広島テレビ[22]
- 山口放送[23]
- 南海放送[23]
- 高知放送[23]
- 福岡放送[24]
- テレビ長崎：日曜 15:15 - 16:09[24]
- テレビ大分：火曜 22:00 - 22:54[23]
- テレビ宮崎：土曜 22:30 - 23:24[25]